# 동부하일랜즈주

이스턴하일랜즈 주의 깃발

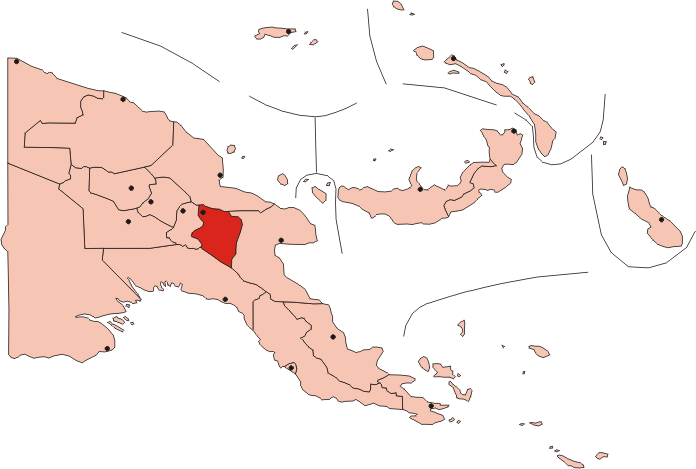
이스턴하일랜즈 주

이스턴하일랜즈 주(Eastern Highlands)는 파푸아뉴기니의 주로 주도는 고로카이며 면적은 11,200km2, 인구는 43,972명(2000년 기준)이다. 주요 생산품은 커피이며 아사로 진흙상으로 유명하다. 항공과 도로를 통해 다른 지역과 연결된다.
이스턴하일랜즈 주는 8개 군으로 나뉜다:
- 다울로
- 고로카
- 헹가노피
- 카이난투
- 루파
- 오부라-워네나라
- 아카파
- 웅가이-베나